# 気管虚脱

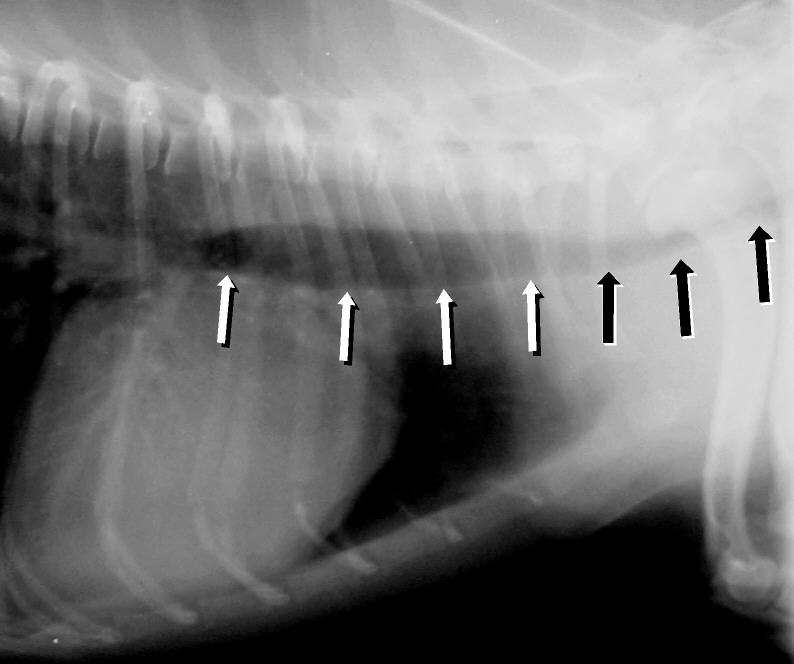
気管虚脱

気管虚脱（きかんきょだつ、tracheal collapse）とは気管がその本来の弾力性を喪失し，異常に拡張および扁平化することで発症する呼吸障害。小型犬種や短頭種に多く発生する。発生部位により頚部気管虚脱および胸部気管虚脱に分けられ，主に頚部気管虚脱は吸気時に，胸部気管虚脱は呼気時または咳嗽発作時に発症する。原因は不明であるが、肥満、気管軟骨の変性、慢性気管支炎などの存在で発生率が高くなる。喘鳴（ぜいめい）と呼ばれるガチョウの鳴き声に似た特徴的な異常な呼吸音を伴う努力性呼吸または呼吸困難や咳との合併が認められる。喉頭麻痺、肺炎、鬱血性心不全などとの鑑別が必要。呼気時および吸気時，または喘鳴を伴う呼吸発作時のX線撮影または気管支鏡検査により確定診断を行う。治療は咳の消失あるいは軽減を目的とする鎮咳剤を用いる。その他症例に応じて鎮静剤、気管支拡張剤の投与、酸素吸入を行う。内科的治療の効果が認められない場合は外科手術の適応を検討する。